# المعلقة (برنامج)
المعلقة برنامج مسابقات شعري سنوي انطلق الموسم الأول منه في 11 ديسمبر 2023م برعاية هيئة الأدب والنشر والترجمة، وقد أطلقت الهيئة البرنامج تزامناً مع مبادرة عام الشعر العربي، ويُعرض على القناة الثقافية وعلى قناة MBC1.

## فكرة البرنامج
تتألف المسابقة من 4 مراحل:
- في المرحلة الأولى يتنافس في تصفيات البرنامج 36 شاعراً على مدى 11 حلقة في ثلاث فئات شعرية هي: الشعر الحر، الشعر النبطي، والشعر الفصيح. بواقع 12 شاعراً عن كل فئة.
- في المرحلة الثانية يتنافس ضمنها 18 متسابقاً ممن تأهّلوا عن المرحلة الأولى، ومن هذه المرحلة يبدأ عرض الحلقات على الهواء مباشرة.
- في المرحلة الثالثة يتنافس 9 متسابقين.
- المرحلة الرابعة يتنافس المتسابقون الـ 6 الذين تأهلوا للمرحلة النهائية، ثم يُعلَن عن الفائزين بالجوائز عن كل فئة.[4][5]

## لجنة تحكيم المسابقة
الشعر الفصيح والحر:
- فوزية أبو خالد.
- محمد إبراهيم يعقوب.
- عارف الساعدي.[6]

الشعر النبطي:
- فهد عافت.
- سفر الدغيلبي
- مدغم أبو شيبة (الموسم الأول).[7]
- حامد زيد (الموسم الثاني).

## الجوائز
- يحصل الفائز بالمركز الأول في كل فئة من الفئات الثلاث على مبلغ مليون ريال سعودي.
- يحصل الفائز بالمركز الثاني في كل فئة من الفئات الثلاث على مبلغ نصف مليون ريال سعودي.[8]
- تُعلق القصائد الفائزة في موقع مميز بالعاصمة السعودية الرياض.[9]

## الفائزون

### الموسم الأول 2023
| الفئة        | الفائز بالمركز 1 | البلد    | الفائز بالمركز 2   | البلد    | المصدر |
| ------------ | ---------------- | -------- | ------------------ | -------- | ------ |
| الشعر الفصيح | جاسم الصحيح      | السعودية | دخيل الخليفة       | الكويت   | [ 8 ]  |
| الشعر الحر   | محمد التركي      | السعودية | إبراهيم مبارك      | السعودية |        |
| الشعر النبطي | صالح النشيرا     | قطر      | عبد المجيد الذيابي | السعودية | [ 10 ] |

### الموسم الثاني 2025
| الفئة        | الفائز بالمركز 1 | البلد      | الجائزة | الفائز بالمركز 2 | البلد    | الجائزة | الفائز بالمركز 3 | البلد    | الجائزة | المصدر |
| ------------ | ---------------- | ---------- | ------- | ---------------- | -------- | ------- | ---------------- | -------- | ------- | ------ |
| الشعر الفصيح | حسن المطروشي     | سلطنة عمان | مليون   | إياد الحكمي      | السعودية | 500 ألف | فايز ذياب        | السعودية | 250 ألف | [ 11 ] |
| قصيدة النثر  | ميثم راضي        | العراق     | مليون   | سكينة حبيب الله  | المغرب   | 500 ألف |                  |          |         | [ 12 ] |
| الشعر النبطي | ناصر الحمادين    | السعودية   | مليون   | فارس السميري     | السعودية | 500 ألف | [ 9 ]            |          |         |        |